# Fontaine de Pallas Athéna (Vienne)
La fontaine de Pallas Athéna (Athenebrunnen) à Vienne est située en face du bâtiment du Parlement autrichien, dans l'Innere Stadt.

## Histoire du bâtiment
La fontaine a été conçue par Theophil Hansen en 1870 dans le cadre de la conception du Parlement, où se trouve aujourd'hui le Palais Epstein. Cependant, les travaux de construction ne commencèrent qu’en 1898, soit 15 ans après l’achèvement du Parlement. En 1873, une représentation allégorique de l'Autriche était prévue comme personnage principal. Cependant, cette idée fut rejetée au profit de Pallas Athéna, plus neutre pour la monarchie multiethnique.
Les figures du monument, inauguré en 1902, ont été sculptées en marbre de Lasa : Athéna ainsi que les allégories de l'Elbe et de la Vltava de Carl Kundmann, les allégories fluviales du Danube et de l'Inn de Hugo Haerdtl et les allégories du pouvoir exécutif et du corps législatif par Josef Tautenhayn. La fontaine a été entièrement rénovée en 2005.

## Description
Au milieu de la fontaine se trouve un groupe de personnages, dont le centre est la statue de Pallas Athéna, haute de 5,5 mètres, debout sur une colonne. La déesse grecque de la sagesse tient une lance dans sa main gauche et la déesse de la victoire Niké dans sa droite. A côté de la colonne se trouvent les représentations allégoriques des pouvoirs législatif et exécutif : à gauche le législatif avec un livre, à droite l'exécutif avec une épée.
La statue d'Athéna se dresse sur une colonne classique, dont le chapiteau présente un hibou à chaque coin. Les quatre chouettes, animaux de compagnie d'Athéna et symboles de sagesse, portent les ailes déployées la statue colossale et veillent ensemble à la séparation des pouvoirs, représentée ci-dessous comme personnifications du pouvoir législatif (avec une tablette de loi) et du pouvoir exécutif (avec une balance et une épée).
Les quatre fleuves les plus importants de l'ancienne Autriche sont représentés comme des personnages couchés au-dessus de deux bassins d'eau surélevés devant et derrière la colonne : à l'avant le Danube en femme et l'Inn en homme barbu, à l'arrière les figures féminines de l'ancienne Autriche. L'Elbe et la Moldau s'embrassent. De chaque côté se trouvent deux putti ailés chevauchant des dauphins.
Le fait que la déesse de la sagesse tourne le dos au Parlement a donné lieu à diverses plaisanteries et moqueries dans la langue vernaculaire autrichienne, selon lesquelles la sagesse ne se trouve pas au Parlement.

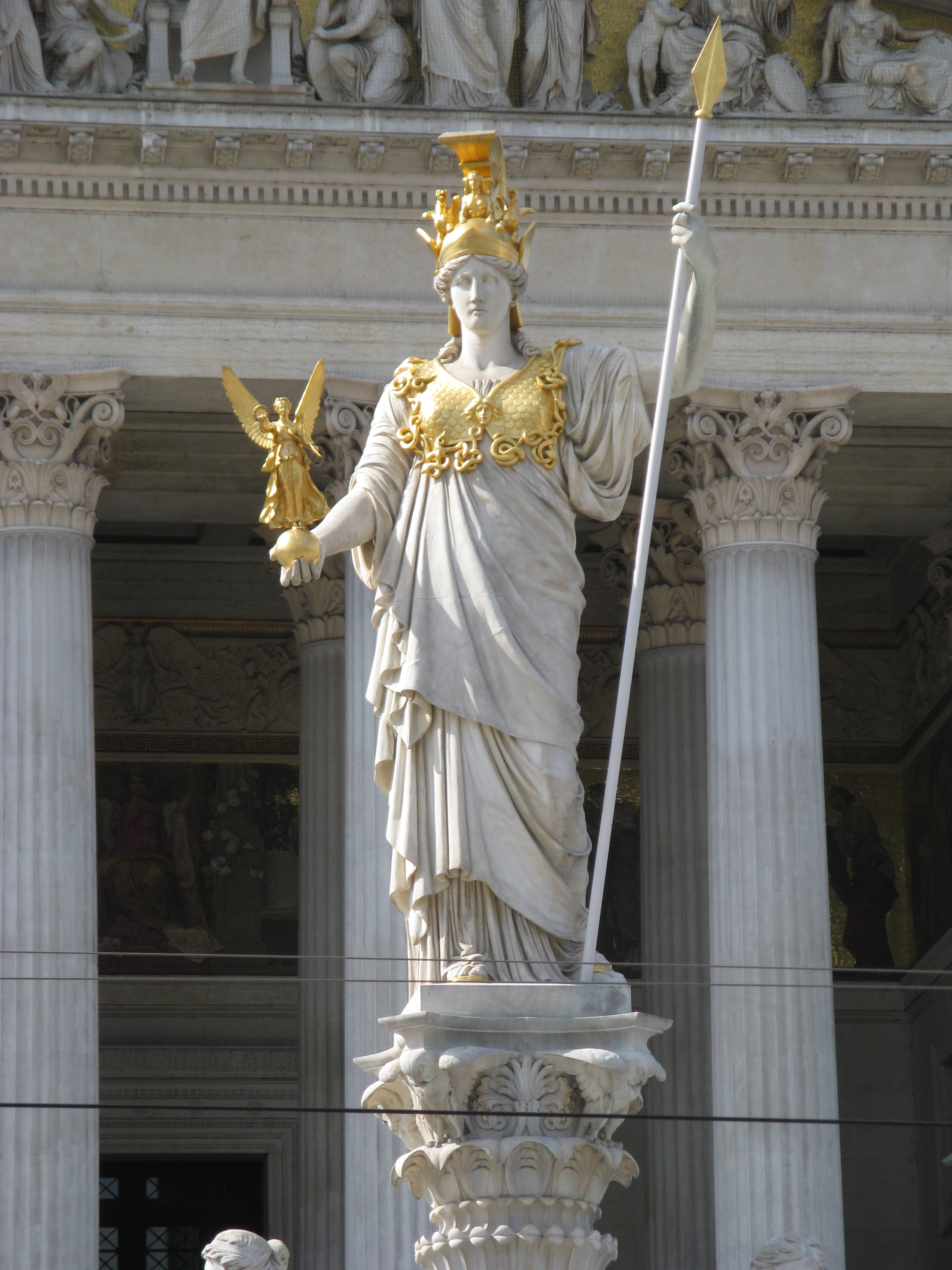
Pallas Athéna
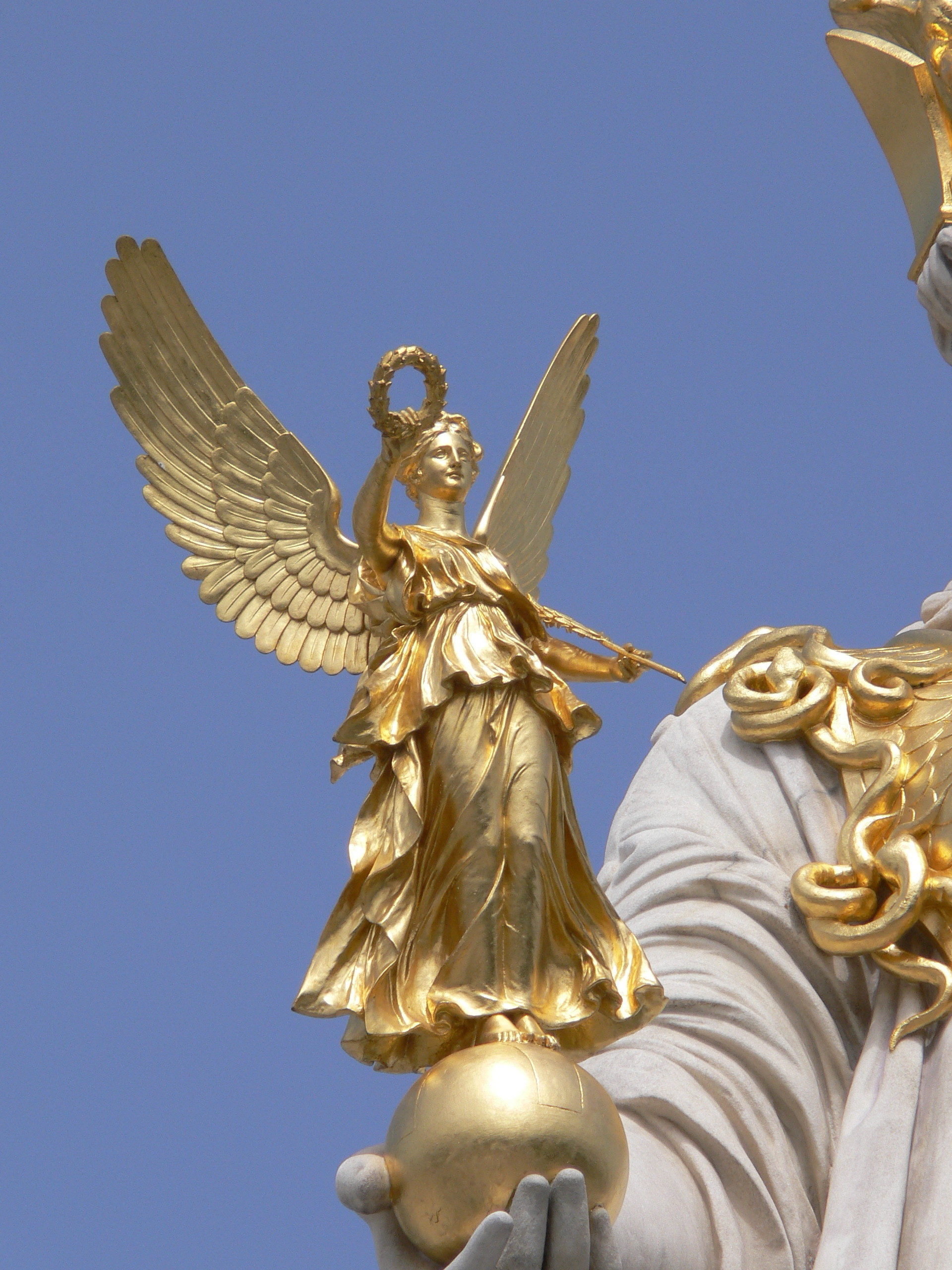
Niké,déesse de la victoire
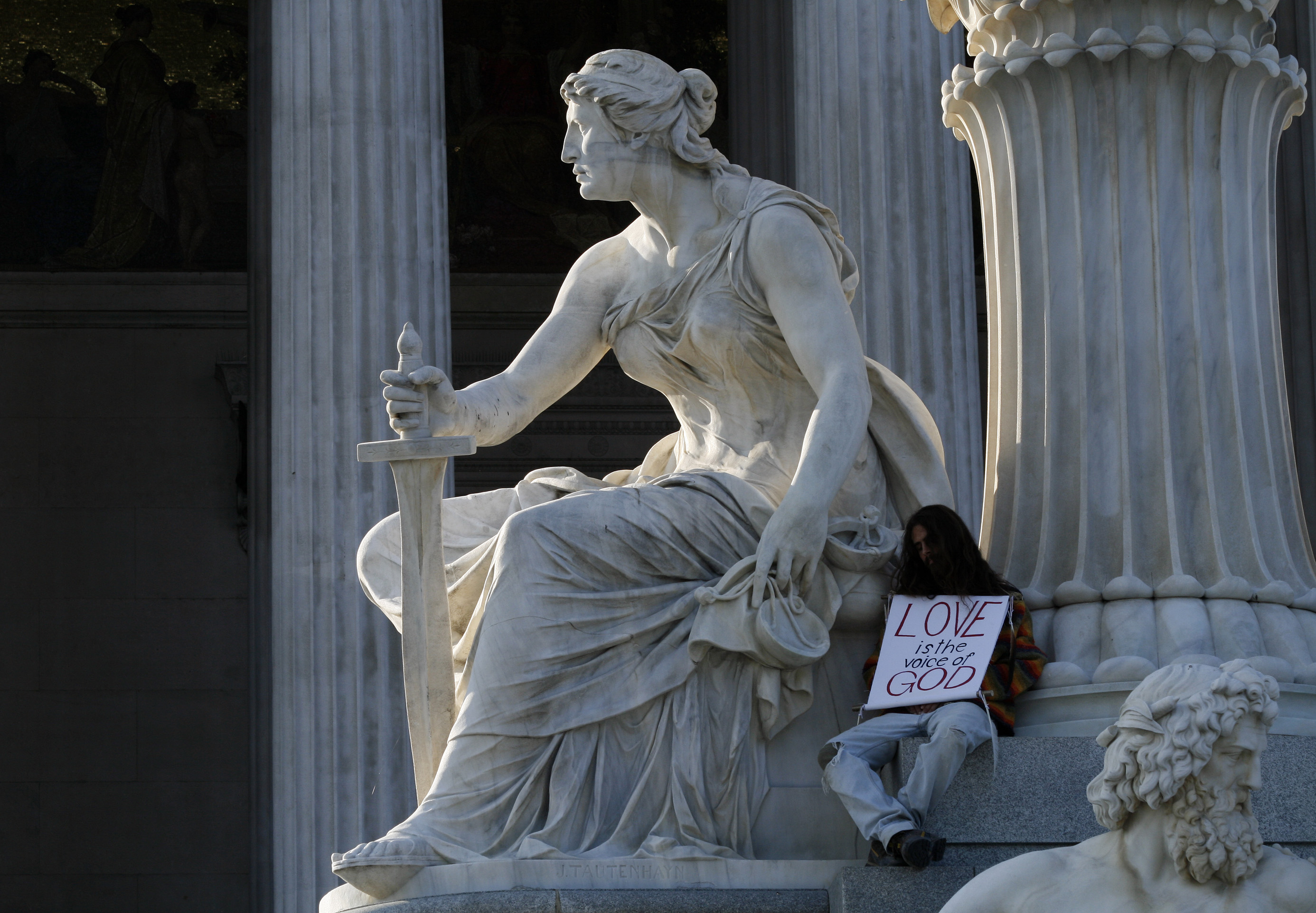
Pouvoir exécutif
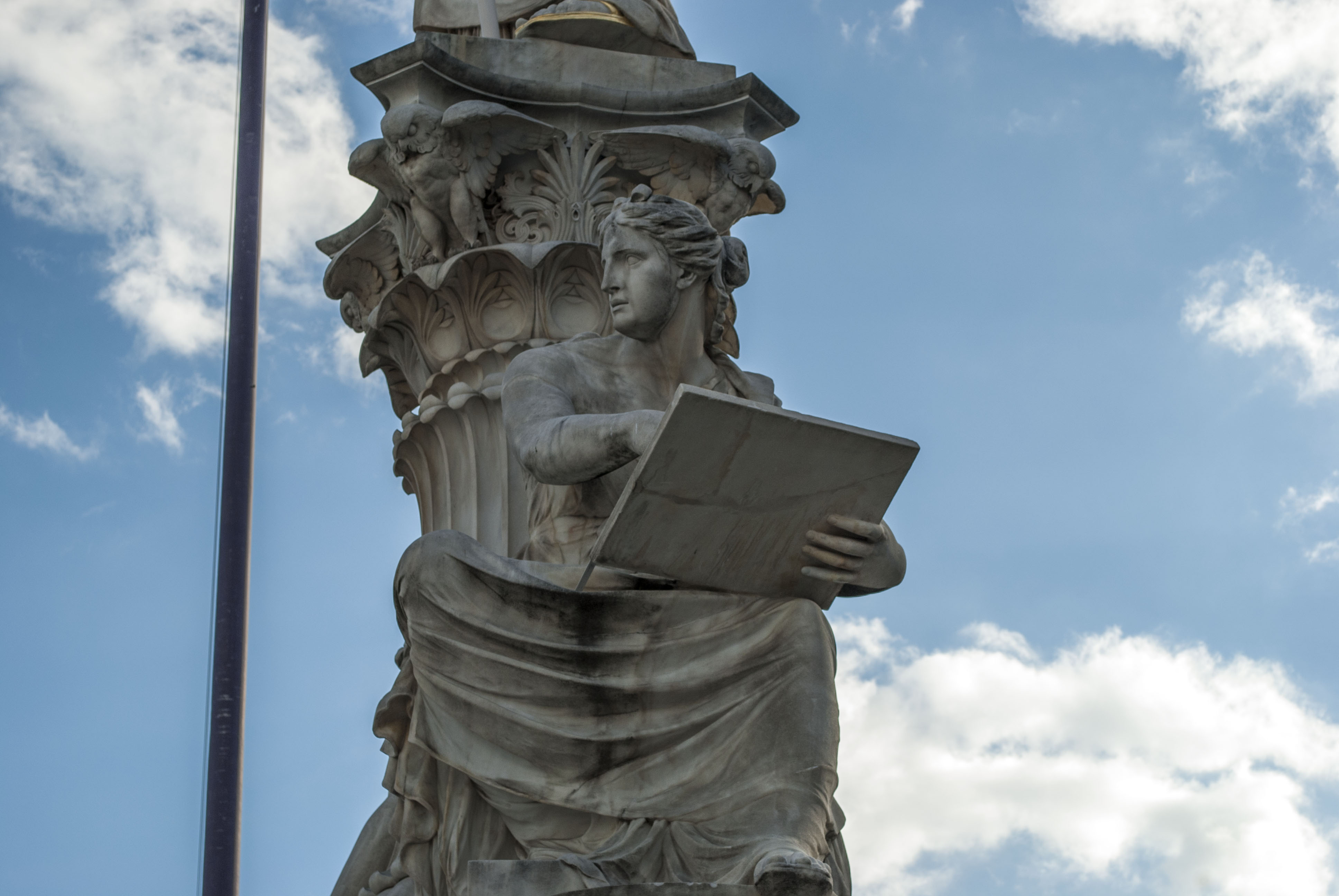
Pouvoir législatif
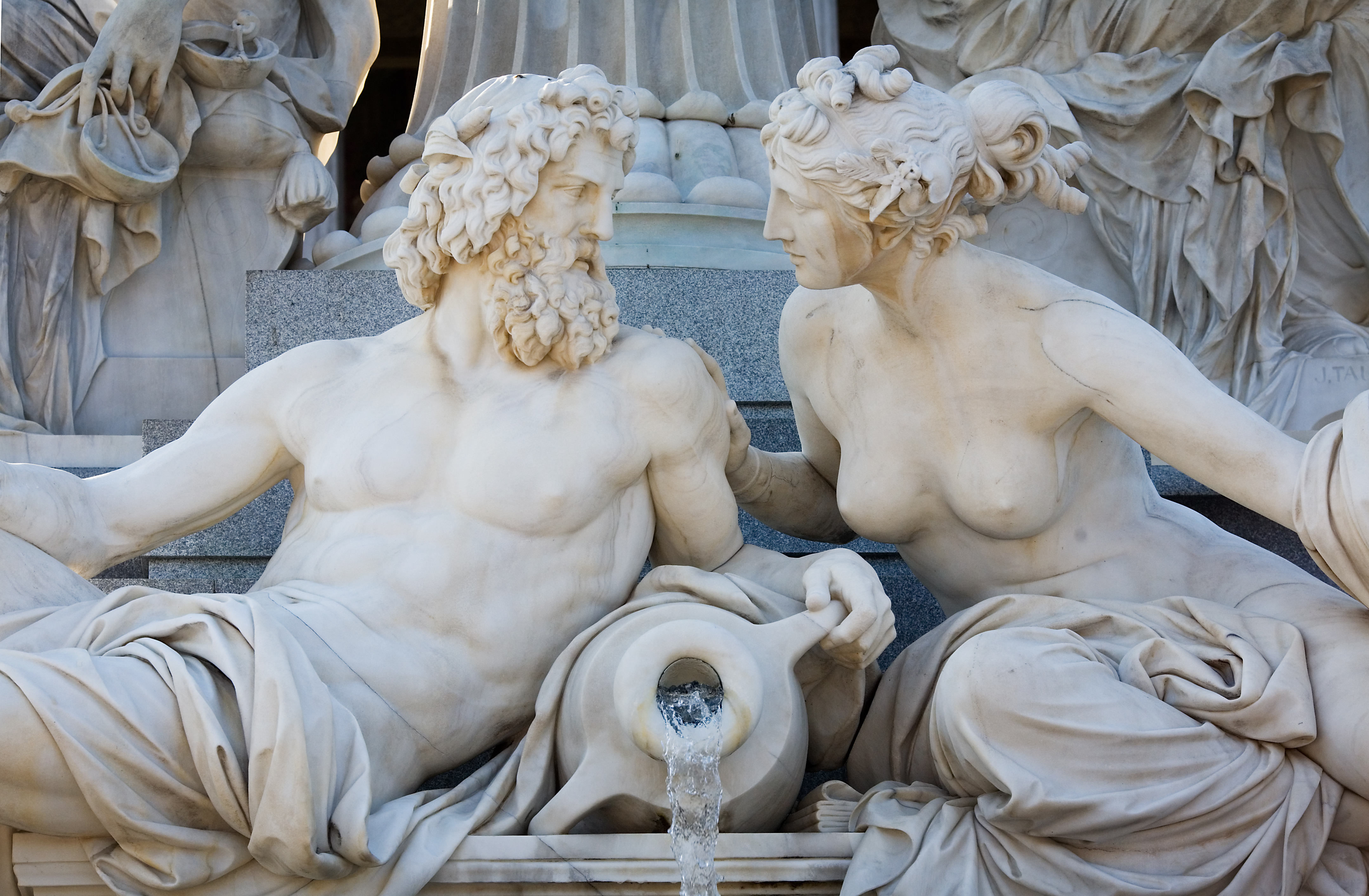
Inn et Danube
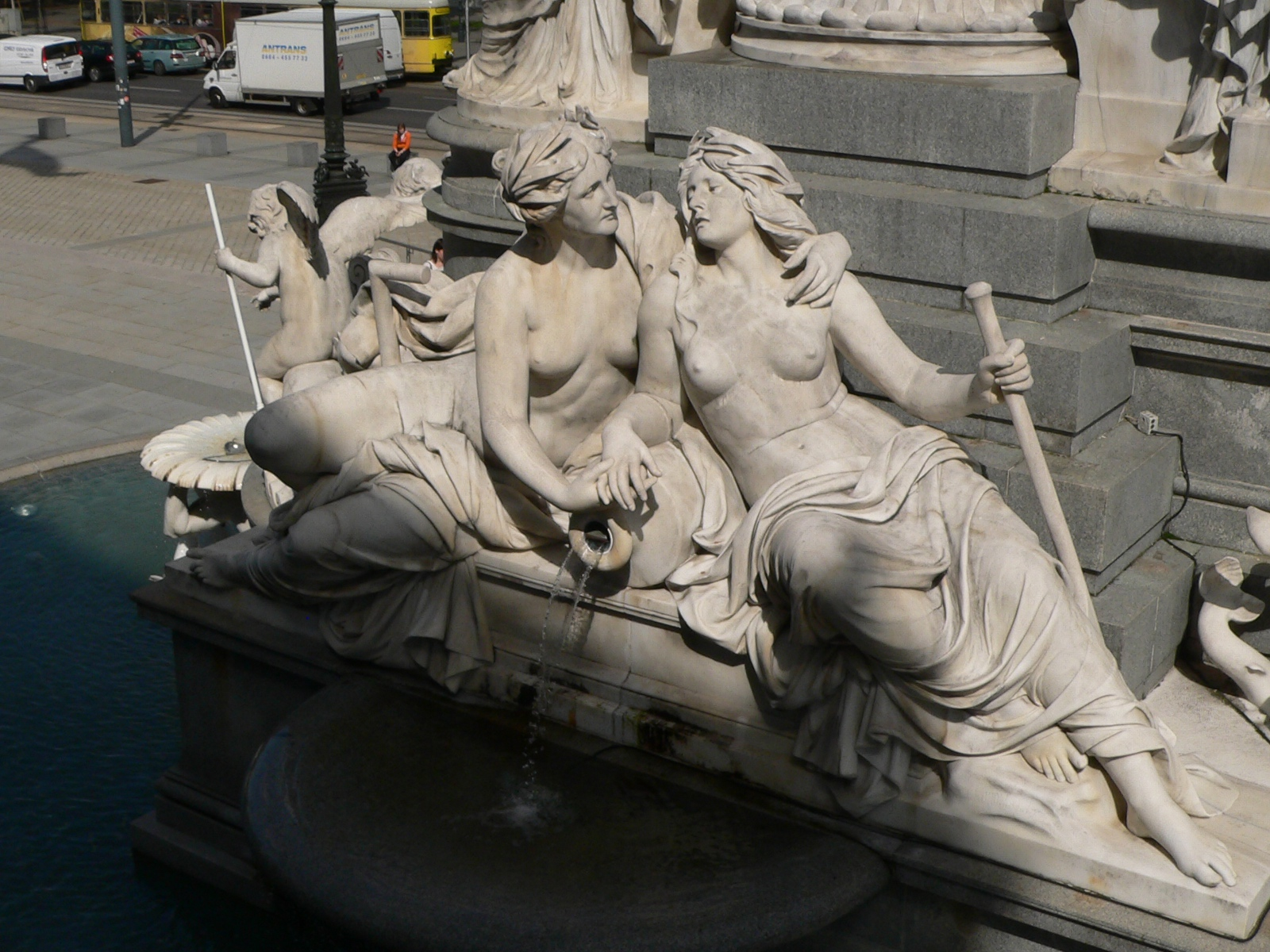
Elbe et Vltava
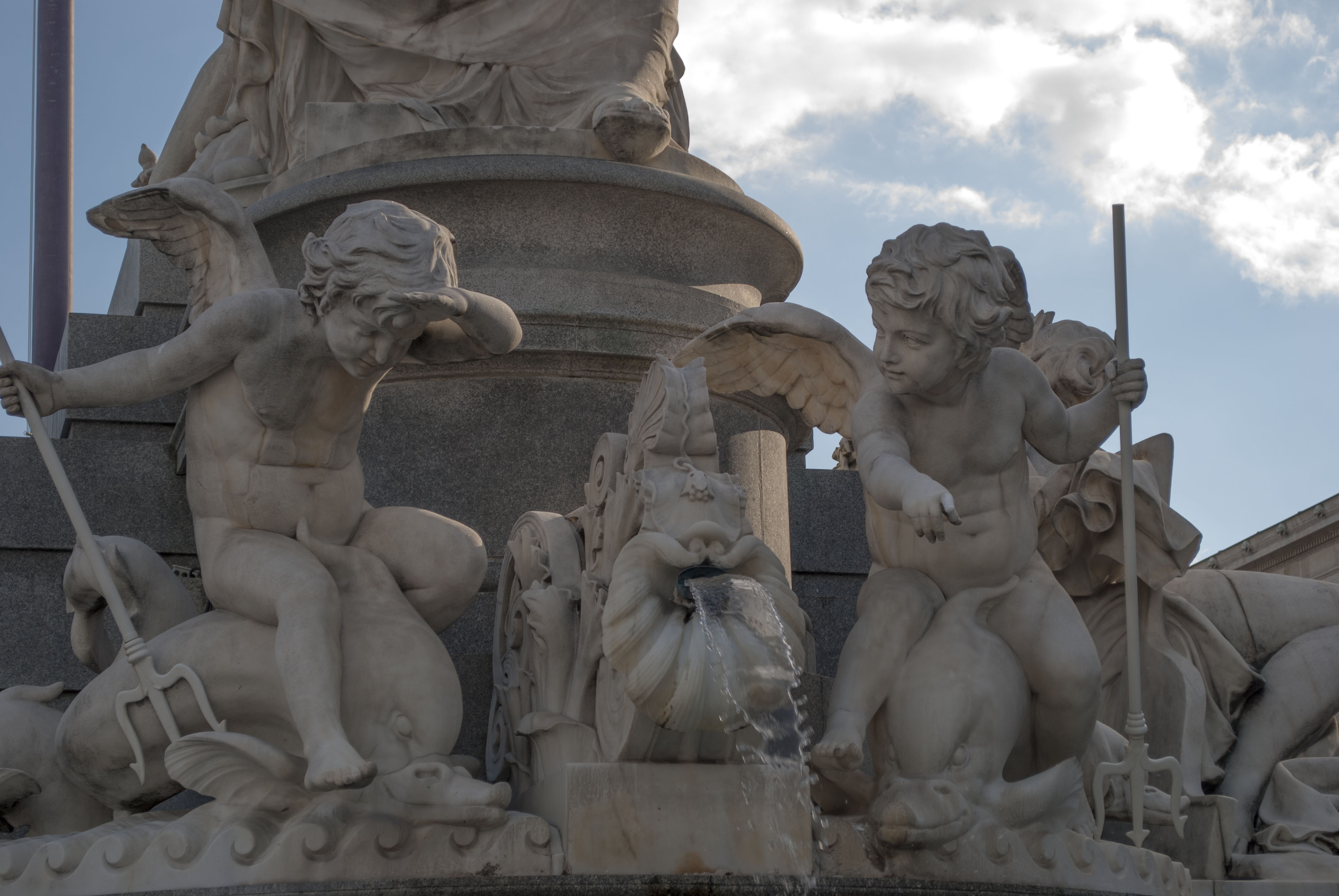
Putti ailé chevauchant des dauphins
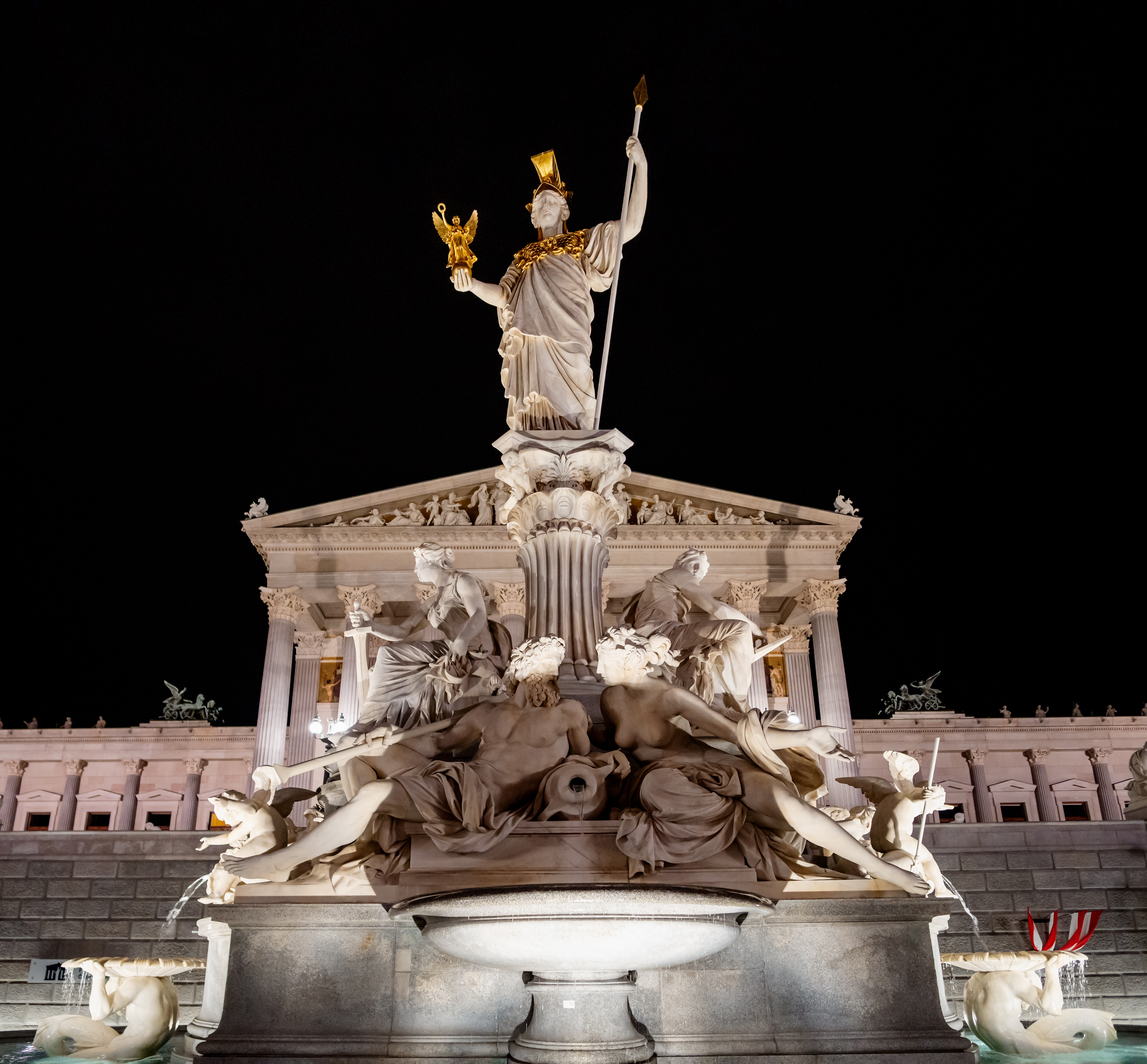
La fontaine Pallas Athéna la nuit

## Littérature
- Matthias Settele : Denkmal. Wiener Stadtgeschichten. Deuticke, Wien 1995,  (ISBN 3-216-30196-6), S. 24–25.
- Felix Czeike : Historisches Lexikon Wien. Band 4, Kremayr & Scheriau, Wien 1995,  (ISBN 3-218-00546-9), S. 482 (Digitalisat).